# 宮城野錦之助

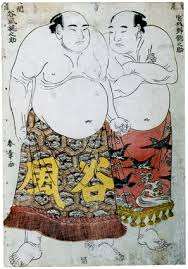
圖右的為宮城野錦之助

宮城野錦之助（日语：／ Miyagino Nishikinosuke，1744年（延享元年）—1798年7月18日（寬政10年6月5日）），原名小島大八，日本江戶時代陸奥國江刺郡（現在岩手縣奥州市）出身的前大相撲力士。身高182cm、體重116kg。最高位置是關脇。
他是歷史上最年長的力士，52歲時仍在幕內級別活動。

## 来歴
他在1766年10月初次比賽，他的四股名宮城野因他被仙台藩收用。他在1781年3月晉升至幕內級，但於1794年降回十兩，但他於1796年3月重新入幕(當時52歲)。他一直作為力士持續30年。
他引退後出任年寄，兩年後去世。現代宮城野部屋就是以他為第一代宮城野親方。